# Naomichi Hirama
Naomichi Hirama (født 6. juli 1987) er en japansk tidligere professionel fodboldspiller.
Han har spillet for flere forskellige klubber i sin karriere, herunder YSCC Yokohama.